# Theben (Böotien)
Koordinaten: 38° 19′ 26″ N, 23° 19′ 2″ O

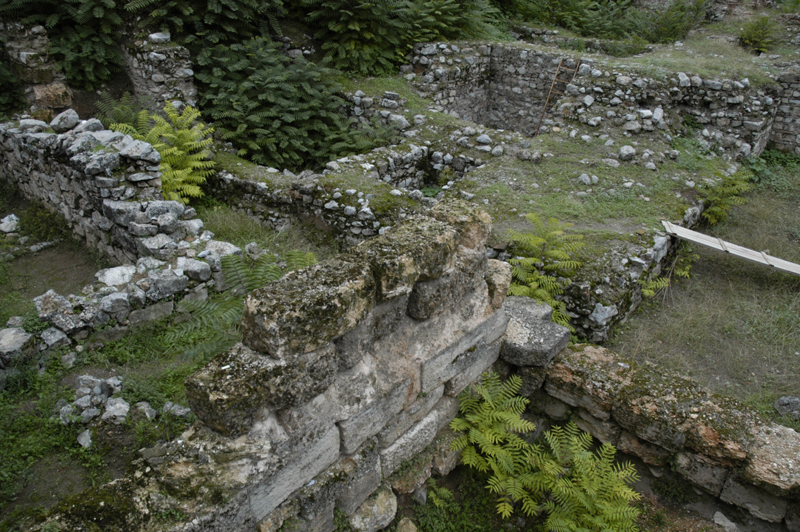
Ruinen des antiken Theben

Das böotische Theben (mykenisches Griechisch 𐀳𐀣 te-qa, altgriechisch Θῆβαι, Thêbai (f. pl.), lateinisch Thebae, heute Thiva) war im Altertum die größte Stadt in der griechischen Landschaft Böotien. Sie liegt auf den Vorhöhen des Teumessos, wurde schon von Homer als die „Stadt der sieben Tore“ (Thebe Heptapylos) bezeichnet und war in der griechischen Antike der wichtigste Ort des Böotischen Bundes.

## Geschichte

### Vorgeschichte
Die bisher frühesten Spuren menschlicher Besiedlung in Theben stammen aus der späten Jungsteinzeit, vor allem in Form von Tongefäßen und Tonstatuetten. Aus dem Frühhelladikum (FH; frühe Bronzezeit), besonders dem FH II (ca. 2700–2200 v. Chr.) wurden in Theben und den umgebenden Hügeln bedeutende Siedlungsreste entdeckt. In dieser Phase wuchsen die offenbar teilweise gut organisierten Siedlungen, mit teils mehrstöckigen Gebäuden, und der Reichtum, bezeugt durch viele kostbare Kleinfunde, auch aus einer Reihe von Gräbern um Theben. Bei diesen handelt es sich um Kammergräber mit Dromoi. Schon damals gehörte Theben zusammen mit Eutresis sowie wahrscheinlich Orchomenos und Lithares zu den größten zumindest protourbanen Zentren Böotiens. Während des FH III (ca. 2200–2000 v. Chr.) wurde Theben, wie auch alle anderen Siedlungen Böotiens und vieler anderer Regionen Griechenlands, zerstört; ein Ereignis, das – mittlerweile nicht mehr unumstritten – oft mit einer Einwanderung von Indogermanen aus dem Norden (Balkanindogermanen) in Verbindung gebracht wird. In der Folge ist zunächst ein starker kultureller Abstieg festzustellen. Theben blieb aber auch während des folgenden Mittelhelladikums (mittlere Bronzezeit, ca. 2000–1700/1600 v. Chr.) ununterbrochen besiedelt; dessen erste Hälfte offenbart allerdings weit weniger Reichtum und wesentlich einfachere Siedlungsstrukturen als das Frühhelladikum. Gegen Ende dieser Periode und am Übergang zum Späthelladikum (ca. 1700/1600–1050/00 v. Chr.) kommen reich ausgestattete Kriegergräber auf, in denen sich sowohl Waffen als auch kostbare andere Grabbeigaben unter anderem aus Gold fanden. Typische Keramik des Mittelhelladikums und teils auch noch am Beginn des Späthelladikums sind vor allem die Minysche Keramik, aber auch die sogenannte Mattbemalte Keramik.

### Mykenische Zeit
In mykenischer Zeit war Theben ein bedeutendes Zentrum, das um 1200 v. Chr. ausweislich der dort gefundenen Linear-B-Texte den südöstlichen Teil Böotiens und womöglich auch den Süden Euböas beherrschte. Möglicherweise wurde Theben auch auf der Ortsnamenliste des altägyptischen Pharaos Amenophis III. (ca. 1385–1351) mit der Bezeichnung di-qa-ja-s erwähnt; jedoch ist diese Gleichsetzung strittig.
Die auf dem Kadmeia genannten Hügel errichtete mykenische Oberstadt („Königsburg“) liegt unter der modernen Stadt, so dass nur an wenigen Stellen systematische Ausgrabungen durchgeführt wurden. Von den Palastgebäuden wurden deshalb bisher nur wenige Räume erforscht. Dabei kamen zwei unterschiedlich ausgerichtete Gebäudekomplexe zu Tage, bei denen ungeklärt ist, ob sie zu zwei verschiedenen, zeitlich getrennten Palästen gehören (dann als altes und neues Kadmeion bezeichnet). Gesichert scheint, dass es insgesamt drei Zerstörungen gab. Die erste ereignete sich in der zweiten Hälfte des 14. Jahrhunderts v. Chr., gegen Ende des Späthelladikums (SH) III A2. Eventuell wurde nach dieser Zerstörung das alte Kadmeion aufgegeben und ein neues errichtet, doch sind die Befunde nicht eindeutig. Eine weitere Zerstörung ereignete sich am Ende von SH III B1 (ca. 1240/25 v. Chr.), nach der einige Räume restauriert, andere hingegen offenbar nicht mehr genutzt wurden. Am Ende von SH III B2 oder der Übergangsphase SH III B zu III C (ca. 1190–80 v. Chr.) ereignete sich eine dritte Zerstörung, nach der (schließlich auch) der (neue) Palast endgültig aufgegeben wurde.
Obwohl große Teile des Palastes wegen der modernen Überbauung bisher nicht erforscht werden konnten, kamen bei den bisherigen Ausgrabungen zahlreiche bedeutende Funde ans Licht, darunter ein Archiv mit vielen Linear-B-Tafeln, die der Palastverwaltung dienten. Einen beachtlichen Fund stellen 42 kostbare, vor allem mesopotamische (meist kassitische) und zyprische Rollsiegel dar. Hinzu kommen neun ungravierte Siegel sowie einige stark abgenutzte, die nicht mehr les- oder bestimmbar sind. Die meisten Siegel stammen aus dem 15. bis 13. Jahrhundert v. Chr., einige altbabylonische Exemplare sind jedoch bedeutend älter. Sie waren ursprünglich in Holzkisten im Obergeschoss gehortet worden und wurden in einer Zerstörungsschicht des sogenannten Schatzraums entdeckt. Allerdings ist unklar, ob diese Zerstörungsschicht der des späten 13./frühen 12. Jahrhunderts entspricht oder einer früheren, kurz nach Mitte des 13. Jahrhunderts v. Chr. (am Ende von SH III B1). Viele Siegel waren aus Lapislazuli, einem damals in Griechenland außerordentlich seltenen Material. Aus Lapislazuli waren auch eine Anzahl von Schmuckelementen, wie Lapislazuli-Perlen unterschiedlicher Form und kleine Anthemia aus Lapislazuli für Halsketten, die im selben Raum entdeckt wurden. Zumindest die kassitischen Siegel – deren Gesamtgewicht von 496 g ungefähr einer damaligen Mine entspricht – gelangten wahrscheinlich gleichzeitig nach Theben. Nach Meinung unter anderem der Bearbeiterin Edith Porada könnten sie ein Geschenk des assyrischen Herrschers Tukulti-Ninurta I. gewesen sein, der um 1225 v. Chr. Babylon erobert hatte. Das Geschenk bezeuge gute Beziehungen Thebens zu Assyrien, die Porada auch aus dem sogenannten Šaušgamuwa-Vertrag ableitet. Dabei handelt es sich um den Entwurf eines Schreibens Tudḫaliyas IV. an den Vasallenkönig Šaušgamuwa in Amurru, wonach verhindert werden sollte, dass sich Schiffe Aḫḫijawas (? die Lesung des Worts, dessen Anfang fehlt, ist nicht unstrittig) in amurritischen Häfen mit assyrischen Händlern verbinden sollen. Porada erwähnt allerdings nicht, dass im selben Dokument, das üblicherweise vor die Zerstörung Babylons datiert wird, der Herrscher Aḫḫijawas aus einer Liste der als gleichrangig angesehenen Großkönige durch einen waagrechten Strich getilgt ist. Die Streichung wird mit einem starken Bedeutungsverlust Aḫḫijawas kurz vor dem Vertrag erklärt. Da 1225/1220 v. Chr. als terminus post quem recht spät erscheint und sich auch nur schwer mit einer eventuellen Zerstörung am Ende von SH III B1 vereinbaren ließe, ist diese Theorie jedoch strittig. Der Fund deutet aber in jedem Fall an, dass das Reich von Theben damals nicht unbedeutend war und weitreichende diplomatische Kontakte unterhielt.
Von Teilen der Forschung wird die Ansicht vertreten, dass Theben im 13. Jahrhundert v. Chr. die führende Macht in Griechenland und sein Herrscher der König von Aḫḫijawa war. Aḫḫijawa ist der hethitische Name eines Reichs westlich der Hethiter, dessen Zentrum von Westkleinasien offenbar nur über das Meer zu erreichen war, das im 14. und über weite Strecken des 13. Jahrhunderts v. Chr. aber auch Teile des südlichen Westkleinasiens, insbesondere Millawanda (sehr wahrscheinlich Milet) beherrschte. Es wird mittlerweile von der herrschenden Forschungsmeinung mit einem mykenischen Reich gleichgesetzt. Als Argument dafür, dass Theben dessen Hauptstadt war, wird unter anderem angeführt, dass die Vertreter Böotiens und mit Peneleos ein Thebaner am Anfang des Schiffskatalogs der Ilias stehen, nicht aber Mykene mit Agamemnon, und dass die gesamte Flotte von Aulis in Böotien aufbricht. Jedoch ist das Alter des Schiffskatalogs umstritten. Auch die mesopotamischen Rollsiegel (siehe oben) werden als Indiz angesehen, dass Theben im 13. Jahrhundert v. Chr. die Führungsmacht Aḫḫijawas war. Allerdings gelten in der Forschung auch Mykene oder die ostägäische Region um Rhodos als mögliche Zentren des mykenischen Aḫḫijawa/Griechenlands.
Der Tübinger Altorientalist Frank Starke vertritt die Ansicht, dass ein seit Emil Forrer bekannter Keilschriftbrief (KUB 26.91) der hethitischen Palastkorrespondenz nicht vom hethitischen Großkönig abgesandt worden, sondern ein Brief aus Griechenland an die Hethiter sei. In diesem Brief wird ein Kagamu, Urahn des Königs von Aḫḫijawas und offenbar Zeitgenosse von Tudḫaliya I., genannt, dessen Name Starke als Kadmos deutet, was auf Theben hinweisen könnte; Die Lesung „Kadmos“ ist allerdings strittig und Starke hat seine Umdeutung bis heute nicht wissenschaftlich publiziert. Die – in der Forschung unstrittige – Erwähnung Tudḫaliyas I. sowie des Staatenbündnisses Aššuwa belegen eine lange Beziehung zwischen Aḫḫijawa und den Hethitern, die bis ins späte 15. Jahrhundert zurückreicht. Das Schreiben stammt möglicherweise aus der Zeit des Ḫattušili III., des wahrscheinlichen Verfassers des bekannten Tawagalawa-Briefes. Dieser Brief ist an den als „Großkönig“ angeredeten Herrscher von Aḫḫijawa gerichtet, dessen Name nicht erhalten ist. Jedoch wird dessen Bruder Tawagalawa mehrmals erwähnt, der ebenfalls als Großkönig bezeichnet wird und möglicherweise vor seinem Bruder König war bzw. mit diesem ein Doppelkönigtum bekleidete. Bereits Forrer sah in Tawagalawa die hethitisierende Schreibweise einer Frühform des griechischen Namens Eteokles, was mittlerweile auch Forschungsmeinung ist. Bereits Forrer verband den Namen mit Böotien, allerdings mit dem mythischen Eteokles von Orchomenos; heute wird jedoch aus dem Bereich der griechischen Sagen – mit Vorsicht – auf den Eteokles der thebanischen Mythologie hingewiesen, der mit seinem Bruder Polyneikes ein Doppelkönigtum bekleiden sollte. Ferner wird auf mehrere Linear-B-Tafeln (Fq 177 und 198) aus Theben verwiesen, in denen ein angesehener Mann aus Milet erwähnt wird, der offenbar einst ein hoher Amtsträger in Milet war und nun im thebanischen Palast versorgt wurde. Sofern das bis ins zweite Drittel des 13. Jahrhunderts v. Chr. mykenisch geprägte kleinasiatische Milet – und nicht das kretische Milatos – gemeint ist, würde dies darauf hinweisen, dass Milet ein Außenposten Thebens in Westkleinasien war. Während der Herrschaft des hethitischen Königs Tudḫaliya IV. verlor Aḫḫijawa offenbar die Kontrolle über Millawanda, jedenfalls werden Angaben im Milawata-Brief entsprechend interpretiert; die archäologischen Funde in Milet zeugen von zunehmendem hethitischen Einfluss ab dem späten 13. Jahrhundert. Die ungefähr zeitgleiche Zerstörung Thebens könnte erklären, dass der Einfluss Aḫḫijawas in Westkleinasien um diese Zeit zurückging.

### Archaische und klassisch-griechische Zeit
728 v. Chr. erhielt die Stadt von dem Bakchiaden Philolaos aus Korinth neue Gesetze. Theben gehörte ab dem 6. Jahrhundert v. Chr. zum Böotischen Bund, wurde Sitz der Böotarchen und somit Hauptstadt des Bundes. 507 v. Chr. begann Theben einen Krieg gegen Athen, wurde aber besiegt.
Während der Perserkriege stand Theben mit Orchomenos auf der Seite des Perserreichs und erlitt mit diesem die Niederlage bei Platää 479 v. Chr., worauf die Häupter der persischen Partei hingerichtet wurden.
Thebens Ansehen hatte infolgedessen so gelitten, dass Athen durch Errichtung demokratischer Verfassungen in den böotischen Städten Thebens Einfluss wiederholt zu brechen und Böotien seiner eigenen Hegemonie zu unterwerfen verstand.
Nachdem durch den Sieg bei Oinophyta 456 v. Chr. Böotien (außer Theben) für den attischen Bund gewonnen worden war, schlugen die aus Böotien Verbannten im Verein mit den Orchomeniern ein athenisches Heer unter Tolmides 447 v. Chr. bei Koroneia, wodurch Böotien sich vom attischen Bund wieder löste. Zugleich wurde die aristokratische Verfassung in Theben wiederhergestellt, und die Stadt wurde weiterhin durch den von Athen gestürzten Adel regiert. Theopompos schilderte die Bundesverfassung, die nun bis 387 v. Chr. galt. Im Peloponnesischen Krieg gehörte Theben zu den erbittertsten Feinden Athens und versuchte 431 v. Chr. vergeblich, Platää zu erobern; erst 427 v. Chr. gelang ihm mit Unterstützung des Peloponnesischen Bundes die Zerstörung dieser Stadt.
410 v. Chr. schloss Theben einen neuen Bund mit Sparta. Als nach dem Sturz der Demokratie in Athen die 30 Tyrannen herrschten, sammelten sich vor allem in Theben die athenischen Flüchtlinge und besetzten von hier aus 403 v. Chr. unter Thrasybulos die kleine Grenzfeste Phyle und später den Piräus. In der Folge nahm Theben wieder eine demokratische Verfassung an. Durch die athenische Beute im Dekeleisch-Ionischen Krieg wurde Theben sehr wohlhabend.
Auch begann es 395 v. Chr. im Bund mit Korinth und Argos den Korinthischen Krieg gegen Sparta, seine Koalition wurde aber 394 v. Chr. am Nemeabach und bei Koroneia geschlagen. Der Krieg zog sich bis 386 hin und endete im vom persischen Großkönig gestifteten Königsfrieden.
Beim Ausbruch des ersten olynthischen Kriegs (382 v. Chr.) besetzte der spartanische Feldherr Phoibidas durch einen Handstreich mit Hilfe von Leontiadas die Burg von Theben, stellte die Herrschaft der Aristokratie wieder her und schickte die Häupter der demokratischen Partei in die Verbannung. Aber schon 379 v. Chr. kehrte Pelopidas mit den übrigen Flüchtlingen nach Theben zurück, stürzte die Aristokraten und erzwang mit Hilfe eines athenischen Heers die Räumung der Burg. Theben schloss hierauf ein Bündnis mit Athen, Pelopidas und Epaminondas aber traten an die Spitze des Staats.
Zwei Einfälle der Lakedaimonier wies Theben mit Hilfe der Athener ab. Es konnte sogar seine Vormachtstellung im Böotischen Bund weiter ausbauen. Dazu unterwarf es nicht nur andere böotische Städte, sondern zerstörte sie sogar, eignete sich deren Staatsgebiet und Stimmen im Böotischen Bund an. Mutmaßlich in diese Zeit fällt die Aufstellung der Heiligen Schar. Als die Thebaner 371 v. Chr. den Allgemeinen Frieden nicht annahmen, weil die Spartaner die Auflösung des Böotischen Bundes forderten, begann der thebanische Krieg, in welchem Theben unter Führung des Epaminondas in der Schlacht bei Leuktra die Hegemonie in Griechenland errang. Es stürzte auch Spartas Macht auf dem Peloponnes, indem Epaminondas den Arkadischen Bund stiftete und die Unabhängigkeit Messeniens wiederherstellte. Es strebte sogar nach einer Seeherrschaft, um Athen aus dieser Machtposition zu verdrängen.
Nun trat Athen auf Spartas Seite über, was die militärischen Operationen des Böotischen Bundes in der Peloponnes zwar nicht verhindern, aber doch empfindlich beeinträchtigen konnte. Nach Epaminondas’ Sieg und Tod bei Mantineia (362 v. Chr.) sank Thebens Macht wiederum, welche nur durch das Genie seiner beiden größten Staatsmänner so hoch gestiegen war. Trotzdem war das Bündnis um Theben weiterhin die stärkste Macht Griechenlands und verfolgte weiterhin eine aggressive Ordnungspolitik. Die gemeinschaftlich verfasste Landschaft Phokis wurde auf Thebens Betreiben durch das Amphiktyonengericht wegen Verletzung des delphischen Tempelgebiets zu einer hohen Geldstrafe verurteilt. Hierdurch provozierte es den dritten Heiligen Krieg (355–346 v. Chr.).
Nachdem die Amphiktyonen 339 v. Chr. den Lokrern von Amphissa den vierten Heiligen Krieg erklärt und den Makedonenkönig Philipp II. herbeigerufen hatten, ihr Urteil gegen die Lokrer zu vollstrecken, und dieser Elateia besetzte, brachte Demosthenes durch seine Beredsamkeit ein Bündnis zwischen Athen und Theben gegen Philipp II. zustande. Ein Allianzangebot des Makedonenkönigs wurde von Theben abgelehnt. 338 v. Chr. erlitten aber die athenischen und thebanischen Truppen in der Schlacht von Chaironeia eine entscheidende Niederlage gegen Philipp II. Theben musste darauf makedonische Besatzung in die Burg Kadmeia aufnehmen, verlor einen erheblichen Teil seines Besitzstandes und wurde von einer Philipp II. hörigen Führung regiert.
Laut der Althistorikerin Sabine Müller war der Verrat der Thebaner am Makedonenkönig Philipp ein Grund für die spätere Zerstörung durch Alexander den Großen. Ebenso war aber auch die dauerhafte Installierung einer makedonischen Besatzung eine Schmach für die stolze Stadt, so Droysen.
Nach Philipps Tod (336 v. Chr.) probte Theben einen ersten Aufstand; doch Philipps Sohn und Nachfolger Alexander der Große konnte die Erhebung durch sein rasches Erscheinen sofort niederwerfen. Als Alexander im Herbst 335 v. Chr. einen Feldzug gegen Illyrien unternahm, lehnten sich die Thebaner auf die falsche Nachricht von dessen Tod wiederum gegen die makedonische Hegemonie auf. Sie schlossen die makedonische Besatzung auf der Burg ein und warben um die Mithilfe Athens, Spartas und anderer griechischer Staaten sowie des Perserkönigs Dareios III. Doch schon nach zwölf Tagen stand Alexander vor der Stadt. Auf sein Angebot, Theben gegen dessen freiwillige Kapitulation zu schonen, gingen die Einwohner nicht ein. Sie erhielten aber von Athen und anderen griechischen Städten keine Hilfe, da diese es vorzogen, das weitere Geschehen abzuwarten. Außerdem hatte das schnelle und energische Vorrücken Alexanders die Athener einerseits verschreckt, andererseits die Feinde Thebens motiviert, mit den Makedonen gegen die verhasste Polis vorzugehen. Laut dem Althistoriker Ian Worthington kam niemand Theben zu Hilfe, weil die anderen Griechen an dem von Alexander erneuerten Bündnissystem des Korinthischen Bundes festhielten.
In der folgenden Schlacht, in der 6000 Thebaner fielen, eroberten makedonische Truppen die Stadt. Auf Beschluss des Korinthischen Bundes, dessen Hegemon Alexander war, wurde Theben zerstört; 30.000 Einwohner wurden als Sklaven verkauft. Alexander ließ nur die Tempel, den Besitz der Makedonenfreunde und das Haus des Dichters Pindar stehen. Das bisher zu Theben gehörige Land wurde an die Nachbarstädte verteilt; die Kadmeia blieb weiterhin in der Hand einer makedonischen Garnison.

### Hellenistische und römische Zeit
Ab 316 v. Chr. wurde Theben auf Befehl von Kassander mit Hilfe von Spenden der Athener und anderer griechischer Städte wieder aufgebaut und seine Stadtmauer wieder hergestellt, was aber mehrere Jahre dauerte. Die geflüchteten Einwohner durften zurückkehren. Die Stadt erhielt aber nicht mehr ihre frühere Bedeutung zurück und konnte kaum eigenständige Politik betreiben. Die böotischen Nachbarstädte sahen die Neugründung Thebens missgünstig; es wurde nicht mehr die führende Kraft im Böotischen Bund. Im dritten Diadochen-Krieg verbündeten sich die meisten böotischen Städte 313 v. Chr. mit Antigonos I. Monophthalmos, während Theben Kassander unterstützte. Antigonos’ Neffe Ptolemaios konnte die Kadmeia einnehmen. 304 v. Chr. eroberte Demetrios I. Poliorketes Mittelgriechenland und machte Theben eine große Stiftung. Nach der Schlacht bei Ipsos (301 v. Chr.) ging die Stadt wieder zu Kassander über. 294 v. Chr. wurde Demetrios König Makedoniens und eroberte im Folgejahr Theben. 292 v. Chr. erhoben sich die Böoter gegen ihn, und Theben leistete hartnäckigen Widerstand, wurde aber schließlich 291/290 v. Chr. von Demetrios erobert. Dann kam es unter die Herrschaft von Antigonos II. Gonatas. Um 280 v. Chr. wurde die Stadt autonom. Beim Aufstand des Achäischen Bundes gegen Antigonos verbündete sich die Theben wie alle Böoter mit den Achäern, verlor aber 245 v. Chr. gegen die Ätoler und musste sich dann diesen anschließen. 236 v. Chr. fielen die Böoter und somit auch Theben zu Demetrios II. Aitolikos ab, doch scheint eine starke Partei in der Stadt antimakedonisch gesinnt gewesen zu sein. Erst König Antigonos III. Doson schaltete um 222 v. Chr. die dortige Opposition aus.
Theben hielt während des ersten Makedonisch-Römischen Kriegs zu König Philipp V. Ebenso war es im zweiten mit dem Makedonenkönig verbündet, wurde aber von Titus Quinctius Flamininus 197 v. Chr. durch Überrumpelung für Rom gewonnen. Dieses Bündnis war nicht ganz freiwillig; vielen Thebanern waren die Römer verhasst. Während des  Römisch-Syrischen Kriegs schloss sich Theben 192 v. Chr. dem Seleukidenkönig Antiochos III. an. Auch nach dessen baldiger Abreise aus Griechenland überwogen in Theben die Romfeinde. Vor dem dritten Makedonisch-Römischen Krieg verbündete sich Böotien mit dem Makedonenkönig Perseus. Aufgrund interner Zwistigkeiten zerfiel um 172 v. Chr. der Böotische Bund. In Theben kam es zum Streit zwischen der römer- und der makedonenfreundlichen Partei. Schließlich wurde entschieden, die Stadt den Römern zu übergeben. Die Römer besiegten Perseus 168 v. Chr. in der Schlacht von Pydna.
Im Achäischen Krieg 146 v. Chr. schloss Theben sich der Kriegserklärung der Achäer an die Römer an. Der Proprätor Metellus nahm die Stadt kampflos ein, da ihre Einwohner sie nach der verlorenen Schlacht von Skarpheia verlassen hatten. Die Angabe des römischen Geschichtsschreibers Titus Livius, dass kurz darauf der Konsul Lucius Mummius Theben zerstört habe, ist übertrieben. Im Ersten Mithridatischen Krieg (89–85 v. Chr.) ging Theben zum pontischen König Mithridates VI. über, kapitulierte aber, da es nicht mehr über genügend Verteidigungskraft verfügte, beim Heranrücken des römischen Feldherrn Sulla ebenfalls widerstandslos. Letzterer bestrafte die Stadt materiell schwer. In der Folge verfiel Theben zu einem bedeutungslosen Dorf, behielt aber trotz sinkender Einwohnerzahl das Stadtrecht.
Pausanias fand die Unterstadt bis auf die Tempel verlassen, die Bewohner wohnten nur noch in der Akropolis, die nun nicht mehr Kadmeia, sondern Theben hieß.

## Kultort
Theben war schon in der Frühzeit ein bedeutender Kultort. Hier stand ein Heiligtum des Apollon Ismenios und Ausgrabungen im 19. Jahrhundert haben den Kabirentempel freigelegt.

## Mythologie

### Sagen
Das antike böotische Theben lag in quellenreicher, hügeliger Gegend über dem südlichen Rande der aonischen Ebene. Als frühe Bewohner gelten die Kadmeer (Kadmeionen). Die Stadt oder zunächst die Burg Kadmeia wurde der Sage nach von Kadmos gegründet, nachdem er den Drachen getötet hatte, der das Land verödete. Kadmos stammte nach wohl erst in archaischer Zeit entstandenen Versionen der Sage aus Phönizien, nach vielen anderen Versionen aber war er aus Böotien. Bereits die Gründung der Stadt Theben ist durch eine Sage beschrieben. Demnach soll Kadmos zusammen mit fünf Kriegern, welche aus den gesäten Zähnen eines Drachen, den Kadmos erschlagen hatte, gewachsen waren, Theben gegründet haben (siehe Legende von der Gründung Thebens).
Auch die weitere mythische Geschichte des böotischen Thebens ist reich an Legenden, welche sich um Herakles, Dionysos und Laios ranken. Die Stadt ist Zentrum des thebanischen Sagenkreises und Geburtsstadt des Herakles, des Ödipus, der Sieben gegen Theben und Antigones. Eine weitere thebanische Sage ist die der Niobe (Ehefrau des Königs Amphion), welche als eingeheiratete Herrscherin und Mutter von 14 Kindern mit ihrem Hochmut den Zorn der Leto auf sich zog.
Jedenfalls ließen sich bei Theben der Sage nach möglicherweise phönizische Einwanderer nieder, welchen dann griechische aus Kleinasien folgten, wie die Sage von Amphion erzählt, der durch seine Leier die Steine herbeilockte. Amphion und Zethos erweiterten die Mauern und fügten sieben Tore hinzu, die das geflügelte Wort vom „siebentorigen Theben“ auslösten – im Gegensatz zum „hunderttorigen Theben“ in Ägypten, das Homer in der Ilias erwähnt. In der Blütezeit hatte der Ring einen Umfang von mehr als 7 km (15 km (?)). Die aus Thessalien stammenden Böoter verdrängten die ursprünglichen Einwohner der Stadt.
Zu dem Geschlecht der Kadmeionen gehörte auch der Sohn des Laios, Ödipus. In die Zeit des Ödipus fällt auch die Sage der Sphinx (oder Phix), die vor Theben hauste und jeden Fremden tötete, der ihre Rätsel nicht lösen konnte. Dies wurde von Ödipus durch das Lösen des Rätsels der Sphinx beendet. Ödipus übergab die Regierung seinen Söhnen Eteokles und Polyneikes mit der Bestimmung, dass jeder abwechselnd je ein Jahr regieren sollte. Eteokles brach den Vertrag und veranlasste dadurch den berühmten Zug der Sieben gegen Theben. Später folgte der Epigonenkrieg (d. h. der Kriegszug der Söhne jener Sieben), der mit der Niederlage der Thebaner bei Glisas und der Zerstörung des alten Theben endete.

### Mythische Könige
Die ältesten Überlieferungen erwähnen als Herrscher im thebanischen Land Ogyges, König der Ektenen. Nach den Ektenen besiedelten die Hyanten und die Aonen die Gegend. Nach der Ankunft des Kadmos gründete dieser die Stadt Theben:
- Kadmos, Sohn des Agenor
- Pentheus, Sohn des Echion
- Polydoros, Sohn des Kadmos
- Nykteus, Sohn des Hyrieus, übernimmt als Vormund des noch jungen Labdakos die Herrschaft
- Lykos, Bruder des Nykteus, als Nykteus stirbt übernimmt er die Herrschaft bis Labdakos erwachsen ist
- Labdakos, Sohn des Polydoros
- Lykos, regiert nochmals, diesmal für den einjährigen Laios
- Amphion und Zethos, Söhne des Zeus und der Antiope
- Laios, Sohn des Labdakos
- Kreon, Sohn des Menoikeus
- Ödipus, Sohn des Laios
- Kreon, Sohn des Menoikeus, übernimmt ein zweites Mal die Regierung, für die Söhne des Ödipus
- Polyneikes, Sohn des Ödipus
- Eteokles, Sohn des Ödipus
- Kreon, Sohn des Menoikeus, übernimmt ein drittes Mal, diesmal als Vormund des Laodamas, die Regierung
- Lykos, Sohn des Lykos – erst durch Euripides frei erfunden
- Laodamas, Sohn des Eteokles
- Thersandros, Sohn des Polyneikes
- Peneleos, Vormund des Teisamenos
- Teisamenos, Sohn des Thersandros
- Autesion, Sohn des Teisamenos
- Damasichthon, Sohn des Opheltes, Enkel des Peneleos
- Ptolemaios, Sohn des Damasichthon
- Xanthos, Sohn des Ptolemaios

Neben den Genannten taucht in der Mythologie auch Amphitryon als König von Theben auf. Nach Xanthos’ Herrschaft beendeten die Thebaner die Herrschaft eines Einzelnen.

## Sonstiges
Nach Georg Friedrich Kolb war Theben der einzige Stadtstaat im Böotischen Bund, der es dem Hausvater nicht gestattete, missgestaltete Kinder oder Kinder, von denen er meinte, sie nicht ausreichend ernähren zu können, auszusetzen oder anderweitig dem Tod anheimzugeben.